# Awanhard Bziw
Awanhard Bziw (ukr. Футбольний клуб «Авангард» Бзів, Futbolnyj Kłub "Awanhard" Bziw) – ukraiński klub piłkarski, mający siedzibę we wsi Bziw rejonu baryszowskiego, w obwodzie kijowskim.

## Historia
Chronologia nazw:
- 2015: Awanhard Bziw (ukr. ФК «Авангард» Бзів)

Klub piłkarski Awanhard Bziw został założony w miejscowości Bziw w roku 2015. Najpierw zespół występował w mistrzostwach rejonu baryszowskiego, a potem awansował do mistrzostw obwodu kijowskiego. W 2017 osiągnął pierwszy sukces, zdobywając mistrzostwo, Puchar i Superpuchar obwodu kijowskiego. W sezonie 2018/19 zespół startował w Amatorskiej lidze Ukrainy oraz w Pucharze Ukrainy wśród amatorów.
W sezonie 2019/20 debiutował w Pucharze Ukrainy, gdzie przegrał w pierwszej rundzie wstępnej.

## Barwy klubowe, strój
| Czerwony | Czarny | Żółty |

Klub ma barwy czarno-czerwono-białe. Zawodnicy domowe spotkania zazwyczaj grają w fioletowych koszulkach, błękitnych spodenkach oraz błękitnych getrach.

## Sukcesy

### Trofea międzynarodowe
Nie uczestniczył w rozgrywkach europejskich (stan na 31-05-2019).

### Trofea krajowe
| \| \| Zdobyte trofea w rozgrywkach Ukrainy (stan na: 31-05-2019) \| |                                                            |      |          |
| Rozgrywki                                                           | Osiągnięcie                                                | Razy | Sezon(y) |
| · Mistrzostwo                                                       | I miejsce                                                  | 0    |          |
| · Mistrzostwo                                                       | II miejsce                                                 | 0    |          |
| · Mistrzostwo                                                       | III miejsce                                                | 0    |          |
| Puchar                                                              | zdobywca                                                   | 0    |          |
| Puchar                                                              | finalista                                                  | 0    |          |
| Puchar                                                              | 1/64 finału                                                | 1    | 2019/20  |
| II liga                                                             | I miejsce                                                  | 0    |          |
| II liga                                                             | II miejsce                                                 | 0    |          |
| II liga                                                             | III miejsce                                                | 0    |          |
| Ukraina                                                             | Zdobyte trofea w rozgrywkach Ukrainy (stan na: 31-05-2019) |      |          |

## Trofea inne
- Puchar Ukrainy wśród amatorów:
  - zdobywca (1x): 2018/19
- Mistrzostwa obwodu kijowskiego:
  - mistrz (2x): 2017, 2018
- Puchar obwodu kijowskiego:
  - zdobywca (1x): 2017
- Superpuchar obwodu kijowskiego:
  - zdobywca (1x): 2017

## Piłkarze i trenerzy klubu

### Trenerzy
- 2015–2017:  Pawło Jermołenko
- 2017–...:  Serhij Karpenko

## Struktura klubu

### Stadion
Klub piłkarski rozgrywa swoje mecze domowe na stadionie Stadion Prohres w Baryszówce|Prohres] w Baryszówce, który może pomieścić 1000 widzów.

## Kibice i rywalizacja z innymi klubami

### Rywalizacja
Największymi rywalami klubu są inne zespoły z okolic.

### Derby
- FK Boryspol
- FK Browary